# Villa fulvipeda
Villa fulvipeda är en tvåvingeart som först beskrevs av Camillo Rondani 1863.  Villa fulvipeda ingår i släktet Villa och familjen svävflugor. Inga underarter finns listade i Catalogue of Life.